# Usina Hidrelétrica de Manso
A Usina Hidrelétrica de Manso está localizada em Mato Grosso, nos municípios de Chapada dos Guimarães e Nova Brasilândia, às margens do Rio das Mortes e tem capacidade de geração de 212 MW. A barragem foi inaugurada no ano de 2000 e tem extensão de 3680 metros.

## Usina
A Usina de Manso, construída em parceira com a iniciativa privada, está localizada no estado de Mato Grosso, localizado a 86 km de Cuiabá, principal afluente do rio Cuiabá. O consórcio PROMAN, formado pelas empresas Odebrecht, Servix e Pesa, participa como parceiro com 30% do total dos investimentos. A partir de fevereiro de 1999, FURNAS ficou responsável pelos outros 70% até então administrados pela Eletronorte. Com potência instalada de 212 MW, a usina foi projetada para atender ao conceito de usos múltiplos do reservatório e da água. Entre os benefícios do Aproveitamento Múltiplo de Manso, destaca-se o de regularizar os ciclos de cheias e secas do rio Cuiabá, contribuindo para reduzir os danos socioeconômicos.
Como Empresa de geração, transmissão e comercialização de energia elétrica comprometida com a responsabilidade social, FURNAS considera o meio ambiente uma componente fundamental no desenvolvimento de suas atividades.
Para mitigar e compensar as alterações provocadas pela implantação e operação da Usina de Manso, cujo reservatório atinge uma área de 427 km2 nos municípios de Chapada dos Guimarães e Nova Brasilândia, FURNAS implementou 21 programas ambientais, entre os quais os de Monitoramento Hidrológico, da Ictiofauna e Limnológico e da Qualidade da Água e os de Manejo e Conservação da Fauna.

## Dados Técnicos

### Barragem
Comprimento total: 3.680 m 
Em concreto: 140 m
Em solo compactado: 3.120 m
Em enrocamento: 420 m

### Reservatório
Bacia hidrográfica: 9.365 km²
Área inundada (NA Máx.Max): 420 km²
Volume acumulado: 7,3 x 109 m3
Volume útil: 2.951 x 106 m3
NA máximo normal: 287 m
NA mínimo normal: 278 m
TOMADA D’ÁGUA: 5 goles
Tipo: gravidade
Comprimento: 45 m
Número de vãos (comportas): 04
Cota da soleira: 264,90 m
Número de condutos forçados: 04
Diâmetro interno; 5.200 m

### Vertedouro
Vazão: 2.990 m3/s
Número de vãos: 03
Cota da soleira vertente: 276,25 m
Comprimento total: 50 m
Tipo comporta: segmento (9,5 x 13,5)

### Casa de Força
Tipo: abrigada
Dimensão: 116,80 m x 16,80 m
Número de unidades: 04
Potência instalada: 212 MW
Ponte rolante: 2 x 650/150 kN

#### Gerador
Potência nominal aparente: 55,5 MVA
Fator de potência: 0,95
Freqüência: 60 Hz
Tensão nominal: 13,8 kV +/- 5%
Potência máxima contínua: 62,5 MVA
Energia firme: 92 MW/ano

#### Turbinas
Tipo: Francis de eixo vertical
Queda líquida nominal: 57,5 m
Potência nominal: 52,5 MW
Rotação: 180 rpm
Engolimento: 104,6 m3/s
Diâmetro dos condutos forçados: 6 metros
Transformadores: 5 (operação mais reserva)
Tipo - monofásico
Capacidade total em operação - 250 MVA
Relação de transformação - 13,8/230 kV
Fabricante – Toshiba